# Afrotethina aemiliani
Afrotethina aemiliani är en tvåvingeart som beskrevs av Lorenzo Munari 1986. Afrotethina aemiliani ingår i släktet Afrotethina och familjen Canacidae.
Artens utbredningsområde är Kenya. Inga underarter finns listade i Catalogue of Life.